# Декальб (округ, Теннессі)
Шаблон:StateAbbr_ 35°59′ пн. ш. 85°50′ зх. д. / 35.98° пн. ш. 85.83° зх. д.
Округ  Декальб (англ. DeKalb County) — округ (графство) у штаті  Теннессі, США. Ідентифікатор округу 47041.

## Історія
Округ утворений 1837 року.

## Демографія
За даними перепису 2000 року загальне населення округу становило 17423 осіб, зокрема міського населення було 3559, а сільського — 13864. Серед мешканців округу чоловіків було 8612, а жінок — 8811. В окрузі було 6984 домогосподарства, 4989 родин, які мешкали в 8409 будинках. Середній розмір родини становив 2,9.
Віковий розподіл населення поданий у таблиці:
| Стать    | До 15 років | 15-21 | 22-29 | 30-39 | 40-49 | 50-65 | 65-85 | Понад 85 |
| -------- | ----------- | ----- | ----- | ----- | ----- | ----- | ----- | -------- |
| Чоловіки | 1717        | 853   | 923   | 1362  | 1282  | 1455  | 927   | 93       |
| Жінки    | 1616        | 724   | 865   | 1308  | 1267  | 1566  | 1248  | 217      |

## Суміжні округи
- Патнем — північний схід
- Вайт — схід
- Воррен — південь
- Кеннон — південний захід
- Вілсон — захід
- Сміт — північний захід

## Виноски
1. ↑  U.S. Decennial Census. United States Census Bureau. Архів оригіналу за 26 квітня 2015. Процитовано 4 квітня 2015.
2. ↑  Historical Census Browser. University of Virginia Library. Архів оригіналу за 11 серпня 2012. Процитовано 4 квітня 2015.
3. ↑  Forstall, Richard L., ред. (27 березня 1995). Population of Counties by Decennial Census: 1900 to 1990. United States Census Bureau. Архів оригіналу за 21 лютого 2015. Процитовано 4 квітня 2015.
4. ↑  Census 2000 PHC-T-4. Ranking Tables for Counties: 1990 and 2000 (PDF). United States Census Bureau. 2 квітня 2001. Архів оригіналу (PDF) за 18 грудня 2014. Процитовано 4 квітня 2015.
5. ↑  State & County QuickFacts. United States Census Bureau. Архів оригіналу за 7 червня 2011. Процитовано 29 листопада 2013.(англ.) Наведено за англійською вікіпедією.
6. ↑  American FactFinder. Бюро перепису населення США. Архів оригіналу за 21 травня 2008. Процитовано 31 січня 2008.

| США | Це незавершена стаття з географії США. Ви можете допомогти проєкту, виправивши або дописавши її. |